# Dodge Super Bee

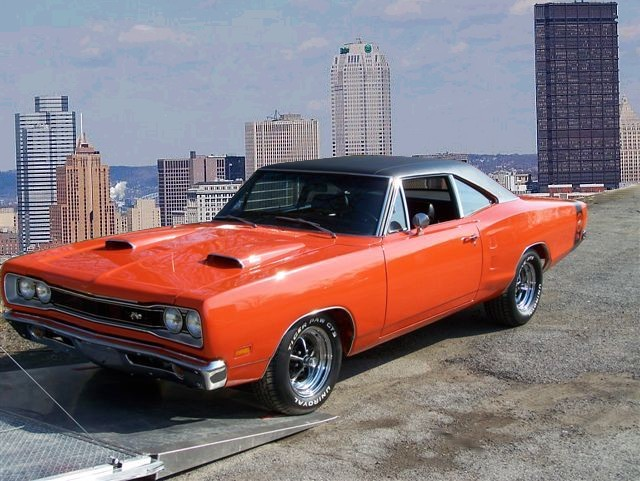
1969 Coronet Super Bee.

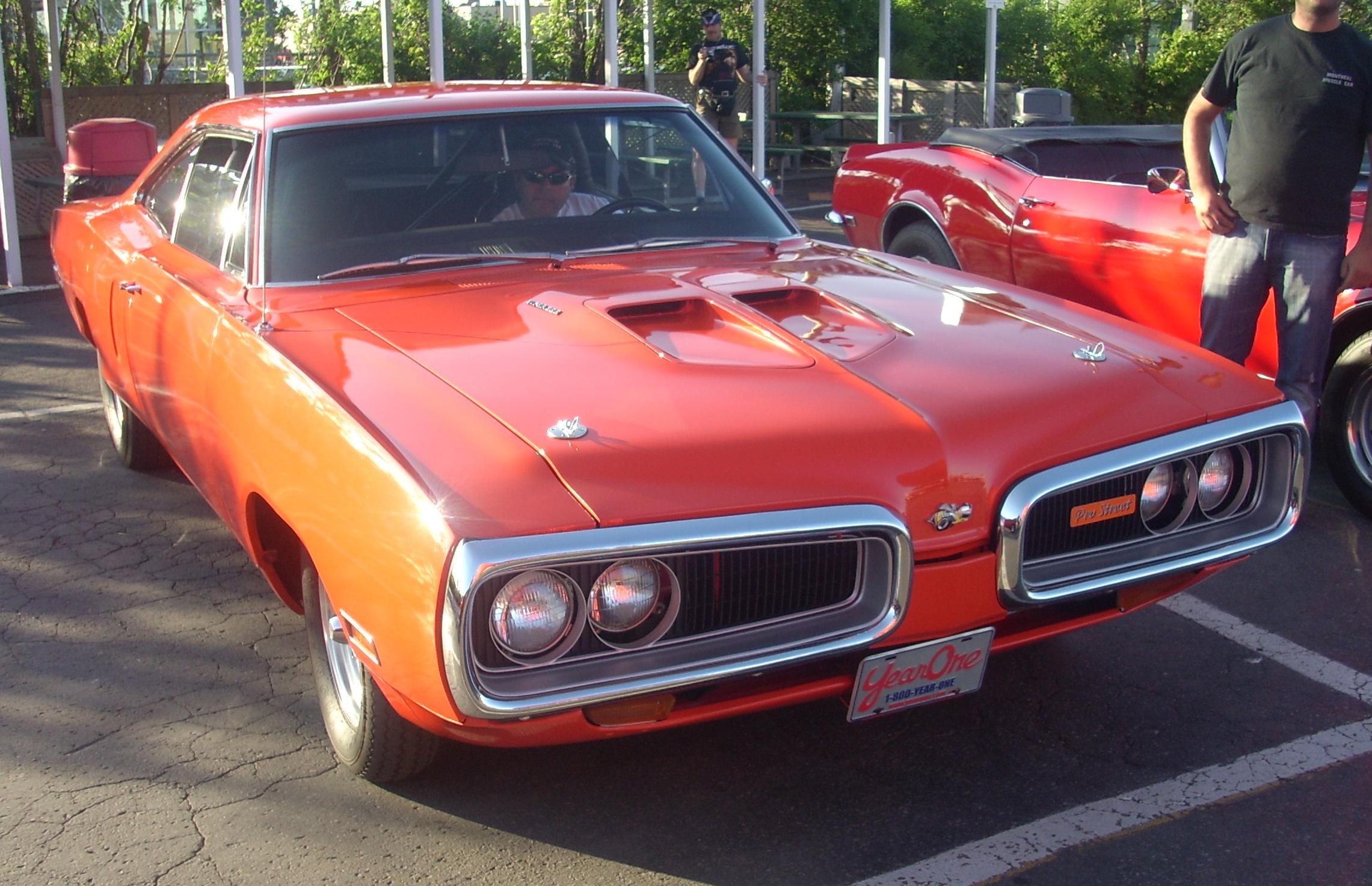
1970 Coronet Super Bee.

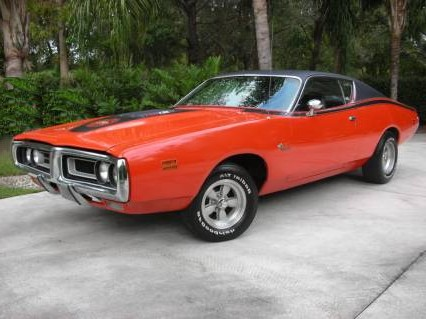
1971 Charger Super Bee.

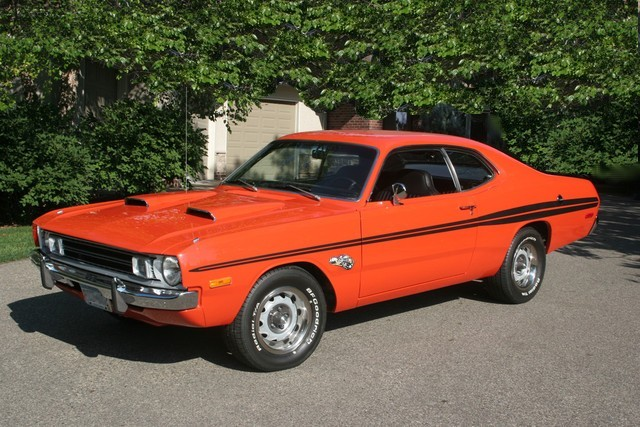
1973 Dart "Mexico" Super Bee.

Les Dodge Super Bee sont des muscle cars de production limitée du constructeur automobile américain Dodge, division de Chrysler, produit de 1968 à 1971. La “mascotte” du logo Super Bee a été ressuscitée pour agrémenter les custodes des modèles Ram Rumble Bee 2004, et des Dodge Charger Super Bee du millésime 2007.

## 1968-1970
La première Super Bee est élaborée à partir du modèle Dodge Coronet, elle n’est disponible qu’en coupé et en cabriolet (très rare) et construit entre 1968 et 1970. C’était le muscle car d'entrée de gamme, l’équivalent du modèle Plymouth Road Runner, il coutait 3 027 dollars. L'origine du nom, "Super Bee", a sa base dans la désignation de carrosserie "B" (prononcé bee en Anglais) pertinente aux voitures de taille moyenne de Chrysler, y compris la Road Runner et la Charger.
Les ventes de la Road Runner de Plymouth étaient suffisantes pour que le directeur général de la division Dodge, Robert McCurry, demande un modèle similaire au bureau de Dodge Styling. Le designer principal, Harvey J. Winn, a remporté un "concours" avec le nom "Super Bee" et un nouveau design de logo basé sur le médaillon Dodge "Scat Pack" Bee. Le design de la première Super Bee a été influencé par le cabriolet Coronet de 1968 et l'intérieur du show-car a été construit par les frères Alexander. Le show-car a été présenté au Salon de Détroit de 1968.
Bien que les deux voitures soient similaires extérieurement, la Super Bee était légèrement plus lourde (environ 29 kg) et roulait sur un empattement de 3 000 mm par rapport à l'empattement de 2 900 mm de la Road Runner,. En plus de différences externes mineures, telles que des ouvertures de roue arrière plus grandes, la bande arrière de style bourdon et la calandre plus élégante, et l'ornementation des feux arrière, la Super Bee utilisait également de véritables médaillons "Bee" chromés et moulés sous pression. Ces médaillons en trois dimensions étaient montés bien en évidence dans une position relevée dans la zone calandre / capot et la zone coffre / feu arrière de la voiture au cours des trois premières années de production.
La Super Bee utilisait le tableau de bord de la Dodge Charger, tandis que les voitures à transmission manuelle 4 vitesses ont reçu un levier de vitesses Hurst Competition-Plus avec liaison Hurst; par rapport au levier de la Road Runner et au levier Inland moins chers. En raison des accessoires de qualité supérieure attachés à la Super Bee, la voiture était vendue à un prix plus élevé par rapport à la version Plymouth, ce qui a eu un effet négatif sur les ventes.
On pouvait cocher l’option Hemi. Cette option à elle seule augmentait la facture de 33 % et seulement 125 trouveront acheteur. Le modèle 1968 était une 2 portes avec deux moteurs au choix : le V8 6,3 litres Magnum de 340 ch (250 kW), et l’optionnel 7,0 litres Hemi de 431 ch (317 kW).
Les Super Bee disposent d’une suspension plus robuste, de la boîte manuelle optionnelle à quatre rapports Mopar A-833 et de quatre pneus performants. Sur la custode, une décalcomanie (qui représente une abeille casquée qui charge tête baissée) s'harmonisée aux bandes verticales R/T.
Une version hardtop vient rejoindre le coupé au catalogue de l’année 1969, avec l’induction d’air frais par prises d’air sur le capot nommée « Ramcharger ». Cette option particulière était codée N-96 et était la contrepartie du capot à induction d'air "Coyote Duster" de la Plymouth Road Runner. Le capot "Ramcharger" comportait des écopes orientées vers l'avant.
Le « six-pack » (trois carburateurs double corps), une version vitaminée du moteur Dodge 7,2 litres est venue s’ajouter à la liste des options en milieu d'année, puissance nominale de 395 ch (291 kW) à 4 700 tr/min et 664 N m de couple à 3 600 tr/min,. Le code d'option pour cela était A12, ce qui changeait le 5e chiffre du VIN en M. Ces Dodge Super Bee spéciales de 1969 1/2 sont connues sous le nom de voitures A12 à code M. La finition A12 équipait également les voitures d'un essieu Dana 60 avec un rapport de démultiplication de 4:10, une transmission automatique renforcée ou une boîte manuelle à 4 vitesses et un capot plat noir échancrée. Les autres composants de la finition A12 comprenaient des pièces internes du moteur robustes, des jantes en acier noir avec des pneus haute performance G-70 de 15 pouces et des freins à tambour robustes de 11 pouces. Seulement 1 907 Dodge Super Bee A12 à code M de 1969 1/2 avec moteur Six Pack 440 ont été produites. Cette option se situait à mi-chemin entre le moteur standard et le Hemi en tant qu'option coûtant 463 dollars. Les modèles de l’année 1969 ont donné des maux de tête aux acheteurs de Chrysler avec les choix de moteurs. Le moteur de base est le 6,3 litres hautes performances, le 7,2 litres Six Pack, et le 7,0 litres Hemi. Le V8 7,2 litres Magnum n’était pas disponible au catalogue des options et était réservé aux Coronet R/T.
En 1970, les Super Bee ont reçu une calandre retouchée qui représentait deux ovales calquées que Dodge Public Relations dénommé ailes d‘abeille. Ce nouveau look a rebuté beaucoup d’acheteurs et les ventes ont drastiquement chuté pour l'année, passant de 15 506 en 1970 à 5 054 en 1971 - en raison ou en dépit de ce nouveau look, avec une autre pression sur les ventes provenant des taux d'assurance plus élevés pour les voitures de performance; la Plymouth Road Runner et la Plymouth Duster similaires ont toutes deux rencontrée des problèmes de vente similaires. Malgré ce nouveau look, les moteurs aussi bien que le capot "ramcharger" ont été reconduit au catalogue, les voitures Dodge de 1970 comportaient plusieurs options nouvelles ou améliorées. Par exemple, une variante de la bande de style "bourdon" sur le pilier C a été offerte, en plus des nouveaux sièges baquets à dossier haut, l'allumage monté sur la colonne de direction et un levier de vitesses Hurst à "poignée pistolet" sur les modèles à quatre vitesses.
Moteurs
- 1968-1970 - 6,3 L Magnum V8, 340 ch (250 kW), 576 N m
- 1968-1970 - 7,0 L Hemi V8, 431 ch (317 kW), 664 N m
- 1969-1970 - 7,2 L Six-Pack V8, 395 ch (291 kW), 664 N m

Production
- 1968 – 7 842 modèles : 7 717 modèles 6,3 L et 125 modèles 7,0 L Hemi
- 1969 – 27 800 modèles : 25 727 modèles 6,3 L, 1 907 modèles 7,2 L Six Pack et 166 modèles 7,0 L Hemi
- 1970 – 15 506 modèles

## 1971
Alors que la Dodge Coronet de l’année modèle 1971 n’avait été disponible qu’en version berline quatre portes et familiale (break, station wagon), les modèles apposés du logo Super Bee ont été la Dodge Charger. La Charger ayant déjà sa version musclée R/T, les Super Bee ont été rétrogradés au rang d’entrée de gamme et coûtaient 3 271 dollars. 4 144 furent construits, alors que seulement 22 l’ont été avec un moteur Hemi. Le surnom a été abandonné jusqu'à la Super Bee de 2007, une Charger SRT-8.
1971 est la première et seule année où le moteur de base des Super Bee était un 5,6 litres à l’aube de la première grande crise pétrolière.
Le moteur V8 440 Magnum n’était pas disponible en option sur les Super Bee 1971 (certaines sources font mention que 26 ont néanmoins été construits).
Les moteurs sont :
- 1971 - 5,6 L Small-Block V8, 279 ch (205 kW)
- 1971 - 6,3 L Big-Block V8, 304 ch (224 kW)
- 1971 - 7,2 L Big-Block V8, 375 ch (276 kW)
- 1971 - 7,2 L Big-Block V8, 390 ch (287 kW)
- 1971 - 7,0 L Hemi V8, 431 ch (317 kW)
- 1972 - 6,6 L Big-Block V8, 324 ch (239 kW) à (4 800 tr/min, 555 N m de couple à 3 200 tr/min)

## Valiant Super Bee mexicaines
Au tournant des années 1970, le marché mexicain vendait une Dodge Dart à laquelle s'ajoutait la “sauce” Super Bee ; ces Super Bee étaient élaborées sur la plate-forme compacte Mopar A jusqu’en 1976, et sur la plate-forme F (en maquillant un coupé Dodge Aspen) entre 1977-79 (vendues au Mexique comme part entière de la série Dodge Valiant Volare).
En 1970, Chrysler du Mexique a présenté la nouvelle Dodge Super Bee en remplacement de l'ancien produit de voiture de sport de l'entreprise, la Plymouth Barracuda. Les coûts de production et de vente de la Barracuda de troisième génération du Mexique étant trop élevés, Dodge a adapté la plate-forme A semi-fastback et a présenté la Super Bee au début.
La Super Bee n'était disponible qu'avec le moteur V8 318 (274 ch (201 kW)) et une transmission manuelle à quatre ou trois vitesses. Le modèle de 1970 était pratiquement identique à la Plymouth Duster (connue au Mexique sous le nom de "Valiant Duster"), avec des bandes latérales et des décalcomanies Super Bee.
En 1971, Dodge différencie la Super Bee de la Duster, en utilisant la calandre de la Dodge Demon américaine. La carrosserie du modèle a été modifiée une fois de plus, en 1972, et, en 1973, l'avant de la Dodge Dart est devenu la conception standard de toute la gamme à plate-forme A; les Duster, Super Bee, Valiant et Dart étaient toutes constituées de la même calandre avant, les feux arrière constituant la seule différence entre la Super Bee et la Valiant. Cependant, en 1976, dernière année pour les voitures à plate-forme A, la calandre avant des modèles Plymouth est devenue la conception standard.
La Valiant Super Bee était équipée du moteur V8 318 de 274 ch (201 kW) de 1970 à 1974; de 1975 à 1976, ellee contenait le moteur V8 360, avec 304 ch (224 kW) - ces moteurs avaient plus de puissance au Mexique qu'aux États-Unis, car les lois anti-pollution mexicaines étaient moins strictes par rapport aux États-Unis. Au fil des ans, ces modèles n'ont subi que des modifications mineures, telles que de nouvelles calandres, des nouveaux panneaux arrière et des nouveaux feux arrière. La première génération a été produite de 1970 à 1976; au cours de l'automne 1975, Chrysler a présenté les nouvelles voitures à plate-forme F: les Dodge Aspen et Plymouth Volare (comme les modèles de 1976), tandis que les Aspen R / T et Volare Road Runner ont été mis en vente en tant que versions sportives.
Chrysler de México continuait d'utiliser d'anciens noms de modèles après leur suppression sur le marché américain. La Dodge Aspen et la Plymouth Volare étaient vendues au Mexique sous le nom de Dodge Dart et de Valiant Volare, et la version sportive a été nommée Valiant Super Bee. La Dodge Dart mexicaine se composait de l'avant de la Plymouth Volare américaine et de l'arrière de la Dodge Aspen, tandis que la Valiant Volare mexicaine et la Dodge Super Bee se composaient de l'avant de la Dodge Aspen et de l'arrière de la Plymouth Volare américaine.
La Super Bee était équipée du moteur V8 360 de 304 ch (224 kW), de la transmission automatique Torque Flite à trois vitesses (ou de la transmission manuelle à quatre vitesses), de larges roues sportives, d'un aileron avant et d'un aileron arrière de style Trans Am avec l'orthographe Super Bee (avec un store en option pour la lunette arrière). La patrouille routière fédérale utilisait la Super Bee comme voiture de patrouille. Pour l'année modèle 1980, la Super Bee a reçu un nouvel avant avec des phares rectangulaires.
Pour l'année modèle 1981, la Dodge Diplomat a été introduite au Mexique, sous le nom de Dodge Dart (en remplacement de la Dodge Aspen), et était considérée comme une voiture de luxe. Une nouvelle version sportive de la Dodge Dart de 1981 a remplacé la Valiant Super Bee et s'appelle désormais la Dodge Magnum - la version se composait du moteur V8 360 de 274 ch (201 kW), avec des variations de transmission: l'automatique à trois vitesses et la manuelle à quatre vitesses.

## 2007-2012
Une nouvelle version d’une Super Bee, présenté au Salon international de l'auto de l'Amérique du Nord 2006, est disponible en 2007. Il s'agit d'une version très limitée de la Dodge Charger SRT8 piquée par une abeille, Elle possède une superbe carrosserie de couleur jaune Detonator Yellow, un capot "Flat Black" et de "décalcomanies" sur les ailes. La version de production consistait en un décalque de capot, plutôt qu'un capot entièrement noir, et la bande «bâton de hockey» sur le côté a été changée du noir uni à une bande noire en pointillés positionnée au bas de l'extérieur. Les roues sont entièrement polies et ne contiennent pas les zones peintes en argent de la Charger SRT8 "d'origine". L'intérieur est entièrement noir, avec des surpiqûres jaunes sur les sièges et le pommeau de levier de vitesses; cela ne ressemble pas à l'intérieur "bicolore" de la Charger SRT8 standard qui se compose de coutures rouges (c'est le seul modèle qui contient un tel intérieur, car l'intérieur de la Charger a changé en 2008). L'apparence de la "lunette" du levier de vitesses et de la console centrale ressemble à de la fibre de carbone, et le logo Super Bee apparaît dans le combiné d'instrumentations lors de la "mise sous tension", au lieu du logo SRT.
Il s'agit d'une voiture en édition limitée, avec seulement 1 000 construites pour l'année modèle 2007, avec des dates de construction dès août 2006. Chaque voiture est construite à l'usine d'assemblage de Brampton, puis expédiée à Windsor pour y appliquer des décalcomanies et une plaque numérotée unique sur le côté passager du tableau de bord. La séquence de numéros sur le tableau de bord ne suit pas nécessairement l'ordre de construction, car plusieurs «Bee» ont été expédiées à Windsor par un transporteur automobile et la commande n'a pas été conservée. Pour plus d’exclusivité, une seule a été rendue disponible avec une robe noire Chrystal Prowler. Ces Dodge Super Bee SRT8 sont équipées du même moteur Hemi 6,1 litres de 431 ch (317 kW) que les versions SRT8 des Dodge Charger, Dodge Magnum, Dodge Challenger et Chrysler 300C.

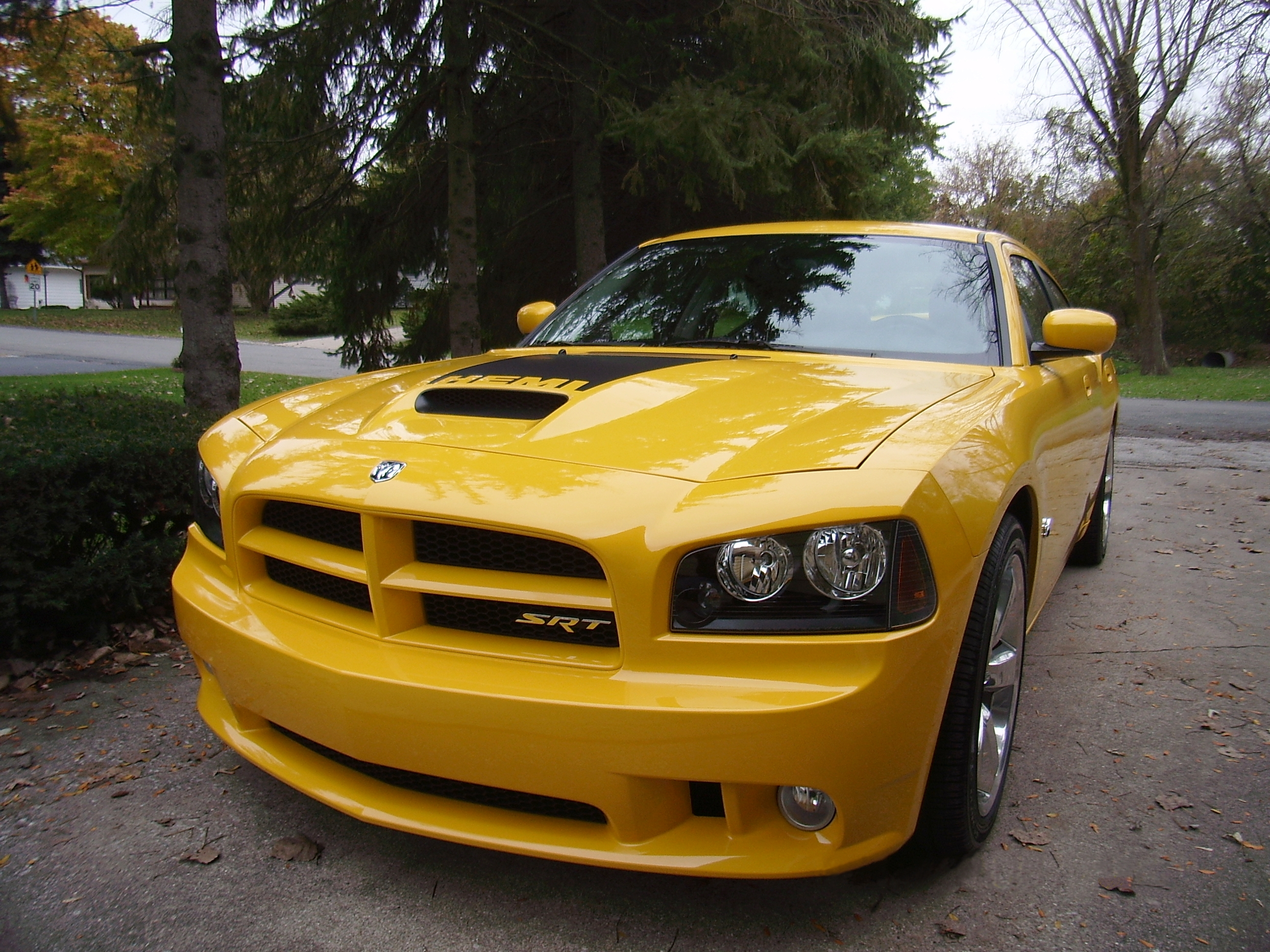
2007 Dodge Charger SRT-8 Super Bee #711.
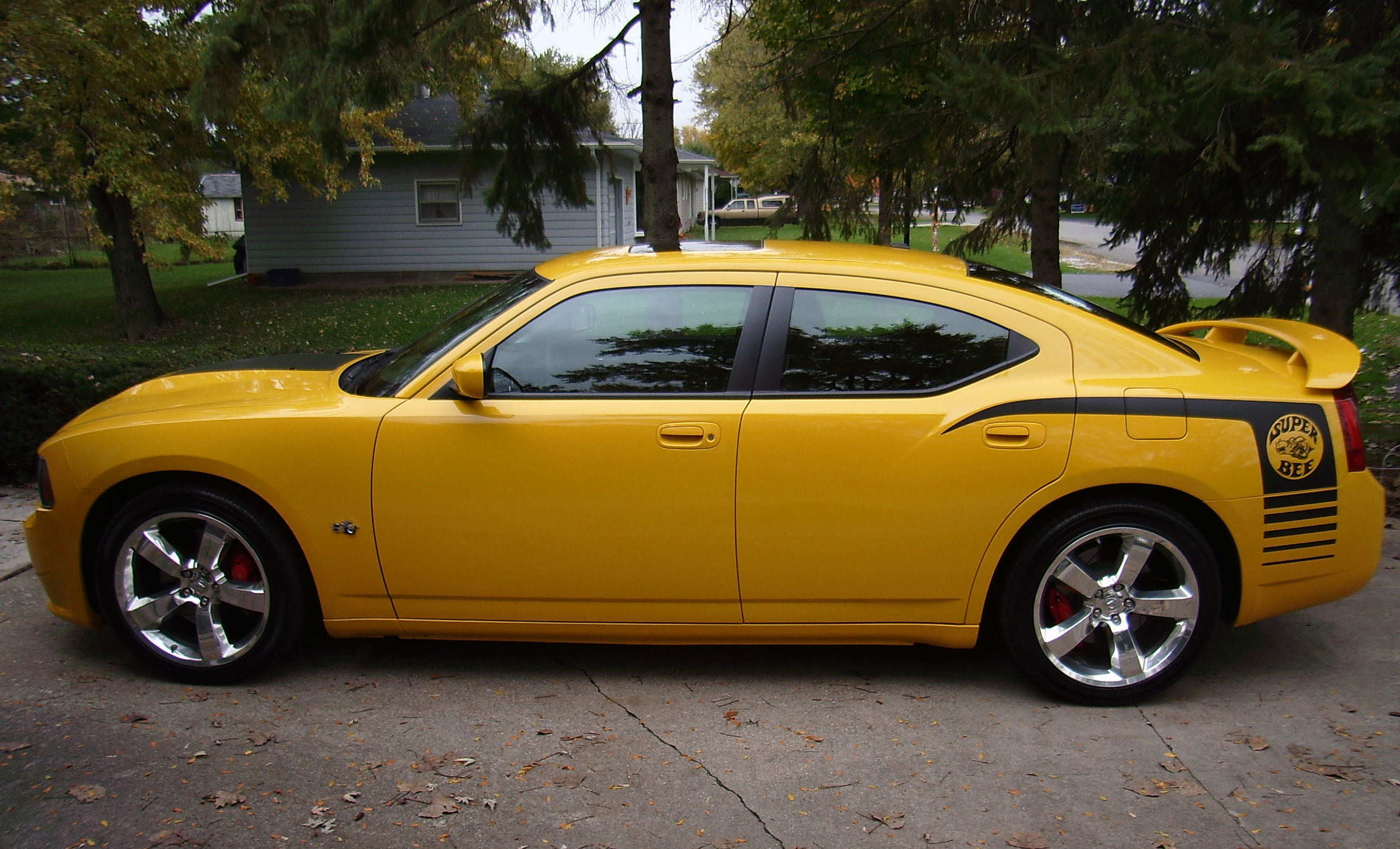
2007 Dodge Charger SRT-8 Super Bee #711.
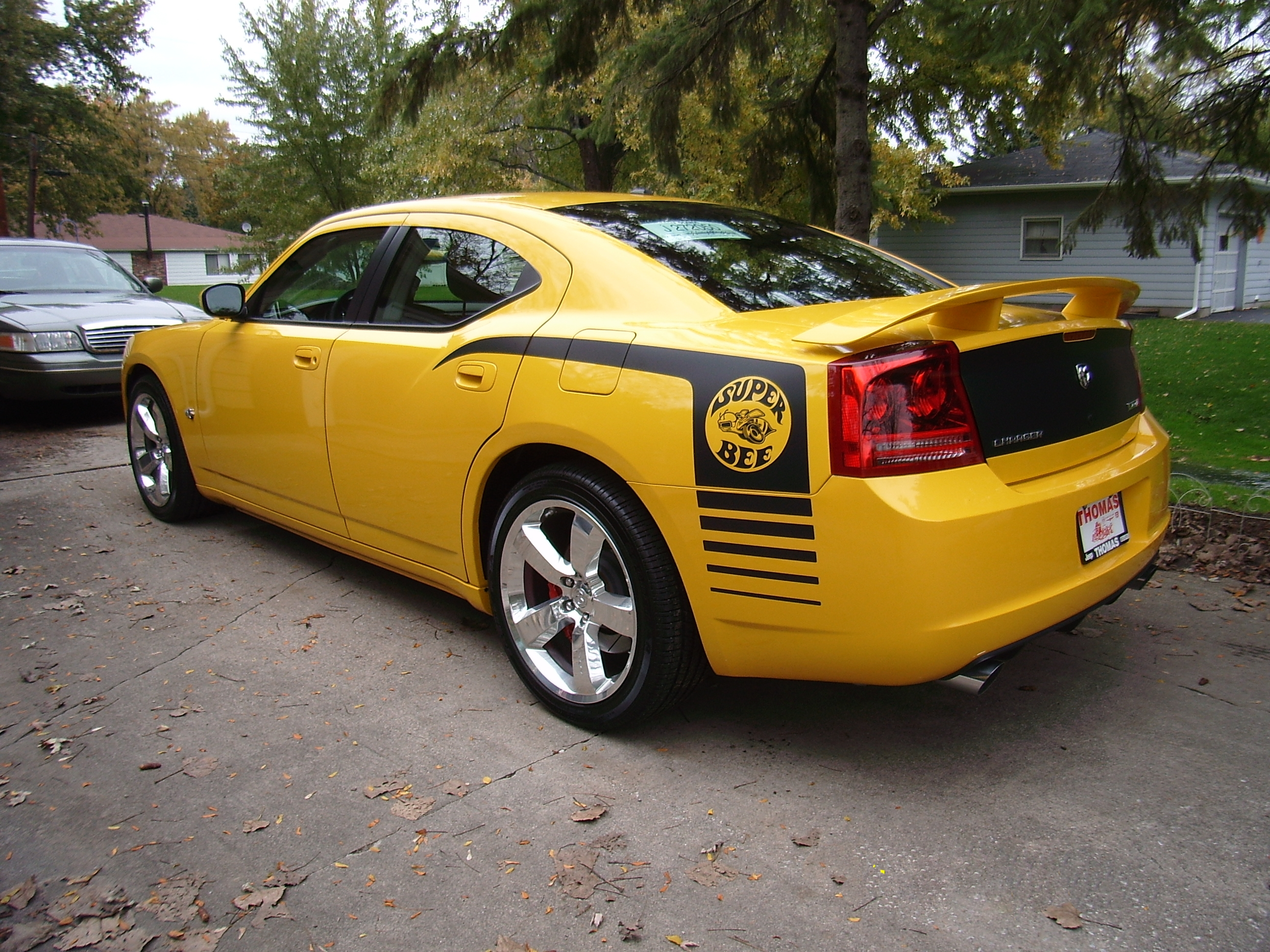
2007 Dodge Charger SRT-8 Super Bee #711.

### 2008
Pour l'année modèle 2008, la Super Bee n'a été fabriquée qu'en "B5 Blue Pearl Coat" (parfois répertorié comme "Surf Blue Pearl",), qui rappelle le bleu utilisé par les véhicules Chrysler dans les années 1960 et 1970. Au lieu des roues de la Charger SRT8 entièrement polies, les "poches" sont peintes en noir sur les jantes ALCOA. Les surpiqûres bleues de l'intérieur remplacent le jaune sur les sièges et le volant, mais l'intérieur de la Charger a été changé pour 2008, donc le tableau de bord et la console sont différents de la version de 2007.Cette année, Dodge à également introduit la navigation par écran tactile et le lecteur DVD In Dash. Encore une fois, elle était basée sur le modèle SRT-8 et utilisait le moteur de 6,1 L et avait une production limitée à 1 000 exemplaires.

### 2009
Pour l'année modèle 2009, la Super Bee n'a été fabriquée qu'en "Hemi Orange Pearl Coat", et était basée sur le modèle SRT-8. La Super Bee utilisait le moteur de 6,1 L et avait une production limitée à seulement 425 exemplaires. Cette année a également introduit la navigation par écran tactile et un lecteur DVD de tableau de bord avec disque dur. Les jantes ALCOA étaient de série cette année seulement.

### 2012-2014
En 2011, la Super Bee SRT-8 est revenue en tant que modèle Dodge Charger de 2012 redessinée avec le moteur 392 HEMI (6,4 L) en couleurs "Stinger Yellow" et "Pitch Black", avec des couleurs supplémentaires ajoutées pour 2013 et 2014. Cette version de la Super Bee est revenue aux racines du nom en tant que muscle car «économique», dépourvue de la plupart des articles de luxe tout en conservant des performances élevées sous la forme d'un modèle SRT moins cher.